# 1234 (szám)
Az 1234 (római számmal: MCCXXXIV) az 1233 és 1235 között található természetes szám.

## A szám a matematikában
A tízes számrendszerbeli 1234-es a kettes számrendszerben 10011010010, a nyolcas számrendszerben 2322, a tizenhatos számrendszerben 4D2 alakban írható fel.
Az 1234 páros szám, összetett szám, félprím. Kanonikus alakja 21 · 6171, normálalakban az 1,234 · 103 szorzattal írható fel. Négy osztója van a természetes számok halmazán, ezek növekvő sorrendben: 1, 2, 617 és 1234.
Az 1234 három szám valódiosztó-összegeként áll elő, ezek az 1636, 2006 és 2462.

## Csillagászat
- 1234 Elyna kisbolygó